# Слупський повіт
Слупський повіт (пол. powiat słupski) — один з 16 земських повітів Поморського воєводства Польщі.
Утворений 1 січня 1999 року в результаті адміністративної реформи.

## Загальні дані
Повіт знаходиться у південно-західній частині воєводства.
Адміністративний центр — місто Слупськ.
Станом на 1.01.2008 населення становить 92 704 осіб, площа 2304,24 км².
На терени повіту були депортовані 827 українців з українських етнічних територій у 1947 році (т. з. акція «Вісла»).

## Демографія
Демографічні дані повіту станом на 30.06.2005:
|       | Всього | Всього | Жінки  | Жінки | Чоловіки | Чоловіки |
| ----- | ------ | ------ | ------ | ----- | -------- | -------- |
|       | осіб   | %      | осіб   | %     | осіб     | %        |
| Повіт | 92 227 | 100    | 46 213 | 50,1  | 46 014   | 49,9     |
| Міста | 20 115 | 100    | 10 470 | 52,1  | 9645     | 47,9     |
| Села  | 72 112 | 100    | 35 743 | 49,6  | 36 369   | 50,4     |